# Sophie Dorothea af Württemberg
Sophie Dorothea af Württemberg (tysk: Sophie Marie Dorothee Auguste Luise), i Rusland kaldet Maria Fjodorovna (russisk: Мари́я Фёдоровна; tr. Maríja Fjodorovna), (født 25. oktober 1759 i Stettin, Preussen, død 5. november 1828 i Pavlovsk, Rusland) var en tysk prinsesse, der var tsarina af Rusland fra 1796 til 1801 som ægtefælle til tsar Paul 1. af Rusland.
Hendes forældre var hertug Friedrich 2. Eugen af Württemberg og Friederike Sophia Dorothea af Brandenburg-Schwedt. Hun blev gift med den senere Paul 1. af Rusland den 7. oktober 1776, og blev bl.a. mor til tsarerne Alexander 1. af Rusland og Nikolaj 1. af Rusland.